# Vinícius Júnior
Vinícius José Paixão de Oliveira Júnior, ismertebb nevén Vinícius Júnior (2000. július 12. –) brazil-spanyol kettős állampolgárságú brazil válogatott labdarúgó, a Real Madrid csatára.

## Pályafutása

### Klubcsapatban

#### Flamengo
Vinícius 2017. május 13-án mutatkozott be a Flamengo felnőtt csapatában, a brazil élvonalban; az Atlético Mineiro ellen 1-1-re végződő bajnokin a 82. percben állt be csereként. Két nappal később 2022-ig meghosszabbította a szerződést a klubbal, egy 45 millió eurós kivásárlási záradékkal kiegészítve.
2017. augusztus 10-én Vinícius első gólját is megszerezte; a Copa Sudamericana második fordulójának visszavágóján a Club Deportivo Palestino elleni 5-0-s győzelem alkalmával. 2017. augusztus 19-én első bajnoki gólját is megszerezte, az Atlético Goianiense kapuját vette be, csapata 2-0-ra megnyerte a találkozót.

#### Real Madrid
2017. május 23-án a spanyol Real Madrid előszerződést kötött Vinícius megszerzésére, amely azt követően fog életbe lépni, hogy betöltötte 18. életévét, 2018. július 12-én.

### A válogatottban
2017 márciusában Vinícius vezérletével a brazil U17-es válogatott megnyerte a 2017-es dél-amerikai korosztályos bajnokságot, ő pedig a torna gólkirálya lett hét góllal, valamint megválasztották a legjobb játékosnak is.

## Statisztika

### Klub
2025. január 19-én frissítve.
| Klub                 | Szezon         | League             | League | League | Nemzeti kupa | Nemzeti kupa | Nemzetközi kupa | Nemzetközi kupa | Egyéb | Egyéb | Összesen | Összesen |
| Klub                 | Szezon         | Bajnokság          | Mérk.  | Gólok  | Mérk.        | Gólok        | Mérk.           | Gólok           | Mérk. | Gólok | Mérk.    | Gólok    |
| -------------------- | -------------- | ------------------ | ------ | ------ | ------------ | ------------ | --------------- | --------------- | ----- | ----- | -------- | -------- |
| Flamengo             | 2017           | Série A            | 25     | 3      | 4            | 0            | 7               | 1               | 1     | 0     | 37       | 4        |
| Flamengo             | 2018           | Série A            | 12     | 4      | 2            | 0            | 5               | 2               | 13    | 4     | 32       | 10       |
| Flamengo             | Összesen       | Összesen           | 37     | 7      | 6            | 0            | 12              | 3               | 14    | 4     | 69       | 14       |
| Real Madrid Castilla | 2018–19        | Segunda División B | 5      | 4      | —            | —            | —               | —               | —     | —     | 5        | 4        |
| Real Madrid          | 2018–19        | La Liga            | 18     | 1      | 8            | 2            | 4               | 0               | 1     | 0     | 31       | 3        |
| Real Madrid          | 2019–20        | La Liga            | 29     | 3      | 3            | 1            | 5               | 1               | 1     | 0     | 38       | 5        |
| Real Madrid          | 2020–21        | La Liga            | 35     | 3      | 1            | 0            | 12              | 3               | 1     | 0     | 49       | 6        |
| Real Madrid          | 2021–22        | La Liga            | 35     | 17     | 2            | 0            | 13              | 4               | 2     | 1     | 52       | 22       |
| Real Madrid          | 2022–23        | La Liga            | 33     | 10     | 5            | 3            | 12              | 7               | 5     | 3     | 55       | 23       |
| Real Madrid          | 2023–24        | La Liga            | 26     | 15     | 1            | 0            | 10              | 6               | 2     | 3     | 39       | 24       |
| Real Madrid          | Összesen       | Összesen           | 176    | 49     | 20           | 6            | 56              | 21              | 12    | 7     | 264      | 83       |
| Teljes karrier       | Teljes karrier | Teljes karrier     | 218    | 60     | 26           | 6            | 67              | 24              | 26    | 11    | 338      | 101      |

### A válogatottban
2024. november 19-én frissítve.
| Brazília | Brazília | Brazília |
| Év       | Mérk.    | Gólok    |
| -------- | -------- | -------- |
| 2019     | 1        | 0        |
| 2021     | 8        | 0        |
| 2022     | 11       | 2        |
| 2023     | 6        | 1        |
| 2024     | 11       | 2        |
| Összesen | 37       | 5        |

### Góljai a válogatottban
| # | Dátum             | Helyszín                                                | Válogatottság száma | Ellenfél  | Gól | Végeredmény | Verseny                          |
| - | ----------------- | ------------------------------------------------------- | ------------------- | --------- | --- | ----------- | -------------------------------- |
| 1 | 2022. március 24. | Maracanã Stadion, Rio de Janeiro, Brazília              | 12                  | Chile     | 2–0 | 4–0         | 2022-es világbajnokság-selejtező |
| 2 | 2022. december 5. | 974 Stadion, Doha, Katar                                | 19                  | Dél-Korea | 1–0 | 4–1         | 2022-es labdarúgó-világbajnokság |
| 3 | 2023. június 17.  | Estadi Cornellà-El Prat, Barcelona, Spanyolország       | 22                  | Guinea    | 4–1 | 4–1         | Barátságos mérkőzés              |
| 4 | 2024. június 28.  | Allegiant Stadion, Las Vegas, Amerikai Egyesült Államok | 32                  | Paraguay  | 1–0 | 4–1         | 2024-es Copa América             |
| 5 | 2024. június 28.  | Allegiant Stadion, Las Vegas, Amerikai Egyesült Államok | 32                  | Paraguay  | 3–0 | 4–1         | 2024-es Copa América             |

## Sikerei, díjai

### Klub
Flamengo
- Carioca-bajnokság: 2017

Real Madrid
- UEFA-bajnokok ligája (2): 2021-22, 2023-24
- UEFA-szuperkupa (2): 2022, 2024
- FIFA-klubvilágbajnokság (2): 2018, 2022
- La Liga (3): 2019–20, 2021–22, 2023–24
- Spanyol labdarúgókupa (1): 2022–23
- Spanyol szuperkupa (3): 2019–20, 2021–22, 2023–24
- FIFA Interkontinentális Kupa (1): 2024

### Válogatott
Brazil
- Dél-amerikai U15-ös labdarúgó-bajnokság: 2015
- Dél-amerikai U17-es labdarúgó-bajnokság: 2017
- Copa América második helyezett: 2021

### Egyéni elismerései
Válogatott
- Dél-amerikai U17-es labdarúgó-bajnokság Legjobb játékos: 2017[9]
- Dél-amerikai U17-es labdarúgó-bajnokság Gólkirály (7 gól)

## Külső hivatkozások
- Vinínius Jr. adatlapja a Soccerway oldalon (angolul)
- Vinícius Júnior adatlapja a worldfootball.net oldalon (angolul)
- Vinícius Júnior a National-football-teams.com oldalon